# Caesalpinioideae
Caesalpinioideae es una subfamilia de plantas pertenecientes a la familia de las leguminosas (Fabaceae). Su nombre procede del género  representativo, Caesalpinia. En ella se encuentran el algarrobo, el guapinol, el árbol de Judea o la acacia de tres espinas. Habitan preferentemente en las regiones cálidas, y están muy bien representadas en las regiones tropicales de África y América, son especies a menudo gigantescas.
La subfamilia está compuesta por 160 géneros y aproximadamente 1900 especies. Los géneros más representados son peces Senna (con 350 especies), Chamaechrista (265) y Caesalpinia (100).

## Descripción
Son árboles, subarbustos o, a veces, hierbas o trepadoras. Las hojas son pinnadas o bipinnadas, en algunos casos (por ejemplo, en Gleditsia) ambos tipos foliares se hallan en el mismo árbol; finalmente, hay especies áfilas. 
Las flores son cigomorfas, rara vez actinomorfas. La prefloración es imbricada, rara vez valvar; se dice "ascendente": el estandarte es interno, cubierto en sus bordes por los pétalos vecinos. La corola es variada, grande, mediana o pequeña, tiene pétalos libres (es dialipétala) por lo menos en la base, muy a menudo los pétalos son unguiculados. El androceo está formado por lo general por 10 estambres, libres o soldados en grupos, igualando la altura de los pétalos o cubiertos por ellos. El polen es libre y el tegumento seminal no presenta "línea fisural". El óvulo es anátropo. Las semillas tienen embrión recto, hilo apical o subapical, pequeño.
La estructura floral es mucho más variada que en la subfamilia de las Mimosóideas. Las flores se disponen en racimos o panojas, en general medianas a grandes, rara vez pequeñas y en espiga densa. El fruto es dehiscente o indehiscente, muy variable.
Forman parte de esta subfamilia plantas conocidas como cassias, cina-cina, pata de vaca, el algarrobo europeo, la acacia negra o Gleditsia, el guayacán y el chivato. Varias especies de cesalpinóideas se cultivan con fines decorativos, forestales, industriales o medicinales.
Es raro encontrar nódulos radicales de rizobios y, de ocurrir, su estructura es muy simple.

## Taxonomía
La posición taxonómica del grupo estuvo sujeta a debate durante muchos años. Si bien el grupo tiene entidad, se discute si debe dividirse en varias subfamilias, o si tiene el rango taxonómico de éstas: hay quien las adscribe a una familia independiente, aunque emparentada, a las leguminosas, llamada Caesalpiniaceae (sistema de Cronquist). No obstante, la mayoría de los taxónomos la considera una subfamilia de las Leguminosas, junto con Mimosoideae y Faboideae.

### Clasificación
En la clasificación tradicional de las leguminosas, los géneros de las Cesalpinióideas se agrupaban en cuatro tribus: Caesalpinieae, Cassieae, Cercideae y Detarieae. La tribu Cercideae ha estado incluida en algunas clasificaciones en la subfamilia Papilionoideae. Actualmente, esa tribu, junto con Detarieae, se consideran un clado independiente de esta subfamilia.  
Los análisis filogenéticos basados en el ADN de estas especies llevan a re-considerar esa clasificación. No obstante, hasta agosto de 2008, no hay publicada ninguna nueva clasificación formal de esta subfamilia. 
- Tribu Caesalpinieae

| - - Acrocarpus - Arapatiella - Arcoa - Balsamocarpon - Batesia - Burkea - Bussea - Caesalpinia - Campsiandra - Cenostigma - Chidlowia - Colvillea | - - Conzattia - Cordeauxia - Delonix - Dimorphandra - Diptychandra - Erythrophleum - Falcataria - Gleditsia - Gymnocladus - Haematoxylum - Hoffmannseggia - Jacqueshuberia - Lemuropisum | - - Lophocarpinia - Melanoxylum - Moldenhawera - Mora - Moullava - Orphanodendron - Pachyelasma - Parkinsonia (syn. Cercidium) - Peltophorum - Poeppigia - Pomaria - Pterogyne - Pterolobium | - - Recordoxylon - Schizolobium - Sclerolobium - Stachyothyrsus - Stahlia - Stenodrepanum - Stuhlmannia - Sympetalandra - Tachigali - Tetrapterocarpon - Vouacapoua - Zuccagnia |

- Tribu Cassieae

| - - Androcalymma - Apuleia - Brenierea - Cassia - Ceratonia | - - Chamaecrista - Dialium - Dicorynia - Distemonanthus - Duparquetia | - - Eligmocarpus - Kalappia - Koompassia - Labichea - Martiodendron | - - Mendoravia - Petalostylis - Senna - Storckiella - Zenia |

- Tribu Cercideae

| - - Adenolobus - Barklya - Baudouinia | - - Bauhinia - Cercis - Gigasiphon | - - Griffonia - Lysiphyllum - Piliostigma - Tylosema |

- Tribu Detarieae

| - - Afzelia - Amherstia - Anthonotha - Aphanocalyx - Augouardia - Baikiaea - Berlinia - Bikinia - Brachycylix - Brachystegia - Brandzeia - Brodriguesia - Brownea - Browneopsis - Colophospermum - Copaifera - Crudia - Cryptosepalum - Cynometra - Daniellia - Detarium | - - Dicymbe - Didelotia - Ecuadendron - Elizabetha - Endertia - Englerodendron - Eperua - Eurypetalum - Gilbertiodendron - Gilletiodendron - Goniorrhachis - Gossweilerodendron - Guibourtia - Hardwickia - Heterostemon - Humboldtia - Hylodendron - Hymenaea - Hymenostegia - Icuria - Intsia | - - Isoberlinia - Julbernardia - Kingiodendron - Lebruniodendron - Leonardoxa - Leucostegane - Librevillea - Loesenera - Lysidice - Macrolobium - Maniltoa - Michelsonia - Microberlinia - Monopetalanthus - Neoapaloxylon - Neochevalierodendron - Oddoniodendron - Oxystigma - Paloue - Paloveopsis | - - Paramacrolobium - Pellegriniodendron - Peltogyne - Phyllocarpus - Plagiosiphon - Polystemonanthus - Prioria - Pseudomacrolobium - Pseudosindora - Saraca - Schotia - Scorodophloeus - Sindora - Sindoropsis - Stemonocoleus - Talbotiella - Tamarindus - Tessmannia - Tetraberlinia - Thylacanthus - Umtiza - Zenkerella |